# Алькала, Рауль
Рауль Алькала Галлегос (исп. Raul Alcala Gallegos; род. 3 марта 1964, Монтеррей, Мексика) — мексиканский профессиональный шоссейный велогонщик. Победитель классификации лучшего молодого гонщика (1987) и двух этапов на Тур де Франс. Чемпион Классики Сан-Себастьяна 1992 года.

## Карьера
Как любитель, участвовал в Олимпийских играх 1984 года в Лос-Анджелесе, где финишировал одиннадцатым. Начал профессиональную карьеру велогонщика в 1985 году, подписав контракт с командой Denti — Valtron. На следующий год перешёл в команду 7 Eleven, в составе которой в 1987 году выиграл белую майку лучшего молодого гонщика Тур де Франс и занял девятое место в итоговой классификации. Дважды Рауль Алькала побеждал на этапах Большой Петли: в 1989 году на 3 этапе, в 1990 году — на 7 этапе. В эти годы он занял самое высокое место во французской супермногодневке — восьмое.
В сезоне 1991 году дебютировал на Вуэльте Испании, где занял седьмое место в генеральной классификации — лучшее на гранд-турах в карьере. В 1992 хорошо выступил на территории Страны Басков: в апреле занял второе место в генеральной классификации Тура страны Басков, во второй половине сезона выиграл Классику Сан-Себастьяна. Финишировал восьмым на испанской супермногодневке. В 1993 году стал первым на первой американской многодневной гонке Тур ДюПон. В 1994 году — победил в общем зачёте родного Тура Мексики, после чего решил прервать карьеру велогонщика. Спустя пять лет принял участие в гонках сезона 1999 года в составе команды Team GT, где лучшим его результатом стало седьмое место на Туре Мексики.
В 2008 году Алькала во второй раз вернулся в профессиональные велогонки, участвовал в Вуэльте Чиуауа. В 2010 году он выиграл национальный чемпионат Мексики в индивидуальной гонке в возрасте 46 лет.